# Mimosina
La mimosina, leucenol o β-3-hydroxi-4 piridona és un alcaloide. És un aminoàcid lliure no proteïnogen. Té caràcter tòxic. Químicament és similar a la tirosina. Va ser descobert originàriament en la planta Mimosa pudica, també la contenen alguns altres membres del gènere Mimosa i en el gènere relacionat Leucaena.

## Efectes biològics
La mimosina atura la divisió cel·lular en la seva darrera fase inhibint la iniciació de la replicació de l'ADN. En els animals remugants, la mimosina es degrada a 3,4- i 2,3-dihidroxipiridona (3,4- i 2,3-DHP).